# بيتر كراوفورد
بيتر كراوفورد (بالإنجليزية: Peter Crawford)‏ مواليد 6 نوفمبر 1979، هو لاعب كرة سلة أسترالي بدأ مسيرته الاحترافية في سنة 1999 يلعب في الدوري الأسترالي لكرة السلة ويحمل الرقم 8.

## روابط خارجية
- بيتر كراوفورد على موقع الاتحاد الدولي لكرة السلة (الإنجليزية)
- بيتر كراوفورد على موقع كرة السلة الأوروبية.كوم (الإنجليزية)
- بيتر كراوفورد على موقع ريلجم (الإنجليزية)
- بيتر كراوفورد على موقع بروبوليرز (الإنجليزية)
- بيتر كراوفورد على موقع سبورتس رفرنس (الإنجليزية)
- بيتر كراوفورد على موقع أوليمبيديا (الإنجليزية)
- بيتر كراوفورد على موقع اللجنة الأولمبية الأسترالية (الإنجليزية)